# Lactarius argillaceifolius
Lactarius argillaceifolius es una especie de hongo de la familia de setas Russulaceae. Las setas producidas por el hongo poseen un "sombrero" (píleo) convexo achatado de color Lila que mide hasta 18 cm de ancho. Las laminillas de color crema están dispuestas bien próximas unas del otras y se extienden ligeramente hacia abajo de la longitud del tallo, que llega a 9 cm de largo y 3,5 cm de espesor. El hongo produce un látex lechoso cuando está dañado que mancha de marrón la superficie con que entra en contacto.
La especie se encuentra en el este de América del Norte, con un rango que se extiende desde Canadá hasta el noreste de México. También se encuentra en plantaciones de pino en Brasil, donde es probable que sea una especie introducida artificialmente. Lactarius trivialis es un hongo europeo que es similar en apariencia. Además de su distribución, se pueden distinguir de L. argillaceifolius por las diferencias de hábitat preferidos y las diferencias de color de las laminillas, sombrero y látex. La variedad L. argillaceifolius var. megacarpus, una forma de mayor tamaño con sombreros de hasta 27 cm, ocurre sobre los pinos Quercus agrifolia y Lithocarpus densiflorus en la costa del Pacífico de los Estados Unidos y del estado mexicano de Baja California. La variedad dissimilis, descrita basado en una único espécimen de Carolina del Sur, se diferencia de la forma principal por la estructura microscópica de la capa externa del sombrero.

## Taxonomía y clasificación
La especie Lactarius argillaceifolius fue descrita por primera vez en 1979, por los micólogos estadounidenses Lexemuel Ray Hesler y Alexander H. Smith en su monografía sobre las especies de Lactarius encontrada en Estados Unidos. El espécimen tipo - recogido por Smith en Oak Grove, en el condado de Livingston, Míchigan, en julio de 1972 - está guardado en el herbario de la Universidad de Míchigan. Hesler y Smith publicaron simultáneamente las variedades dissimilis y megacarpus, recolectadas en los estados de Carolina del Sur y California, respectivamente. La variedad megacarpus es comúnmente conocido como " sombrero de enfermera vulgar".
Smith y L. Hesler clasificaron L. argillaceifolius en el subgénero Tristes, en la cepa Argillaceifolius. Esta agrupación de especies relacionadas, que incluye L. fumeacolor, se caracteriza por una capa gelatinosa en el tronco.

## Descripción
El píleo o sombrero de L. argillaceifolius mide de 4 a 18 cm de ancho. Es convexo cerca de los extremos y se hunde en el centro formando una depresión. Su borde se enrolla hacia dentro, pudiendo permanecer así hasta la madurez. La superficie del sombrero está cubierta inicialmente por una vellosidad fina y suave, pero después se vuelve lisa; es viscosa y pegajosa cuando se moja. Al inicio del desarrollo de la seta la orilla del sombrero tiene un tono de lila a marrón, tornándose después de lila oscuro a ceniza pálido y, finalmente, bronce claro o color ante rosado en el centro. Las láminas están unidas a ligeramentederivadas (que se extiende justo debajo de la longitud del tallo) largas y dispuestas estrechamente próximas una de las otras. Sondecolorcrema, cuando son jóvenes, y más tarde desarrollan color rosado cerca del borde. de color crema. En la madurezse mancha con un tono naranja-marrón. El color se mancha de marrón amarillento a castaño oliva, y marrón oscuro cuando se machuca.
La estipe o tallo de la seta mide de 6 a 9 cm de longitud y de 1,5 a 3,5 cm de ancho, y puede cilíndrico o ser más delgado en la parte inferior. Su superficie puede ser viscosa o seca, dependiendo de la humedad en el ambiente. Es blanquecina, pero con el paso de tiempo se va manchando de máculas color castaño. La carne es firme y de color blanco a amarillo claro. No tiene olor característico, pero su sabor es suave y un poco acre. El látex, sustancia de aspecto lechoso producida por la seta, es blanco crema al ser liberado, y mancha las láminas con las cuales entra en contacto con un tono marrón cenizo, marrón oscuro o marrón oliva. La impresión de esporas (una técnica utilizada en la identificación de hongos) tiene un tono de color ante rosado. La comestibilidad de L. argillaceifolius es desconocida. La superficie del sombrero se vuelve amarilla a naranja cuando se aplica una gota de hidróxido de potasio diluido sobre él.

### Características microscópicas

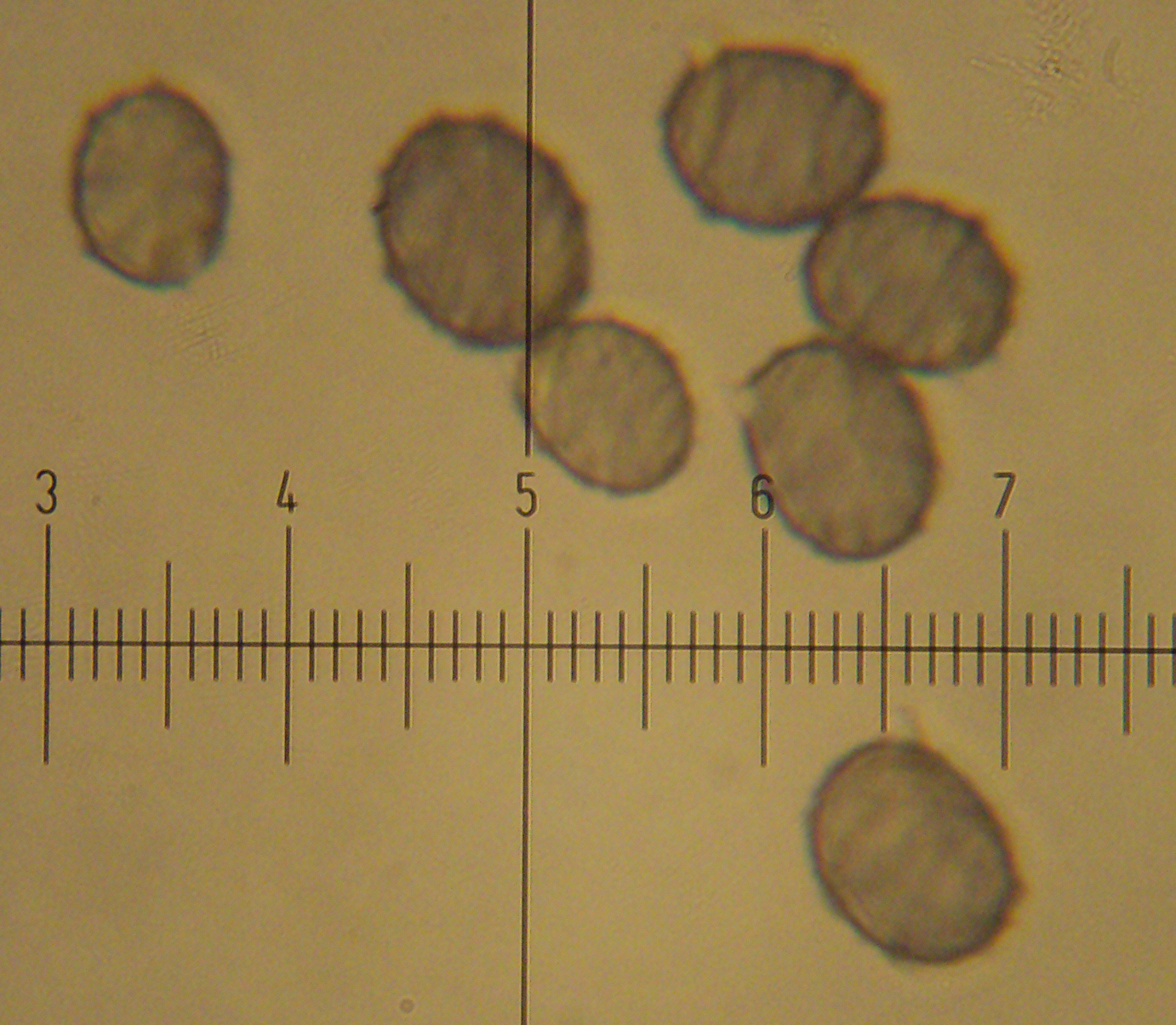
La superficie de las esporas está ornamentada y puede formar un retículo parcial.

Las esporas son más o menos esféricas o elipsoidales y miden de 7 a 11 µm por 7 a 8 µm. Están adornadas con verrugas y crestas que a veces forman un retículo parcial (un patrón de crestas entrelazadas) de hasta 1 µm de altura. Las esporas son diáfanas y amiloides, es decir, absorben el yodo cuando son teñidas con reactivo de Melzer. La cutícula del sombrero de especímenes jóvenes está hecha de un tejido llamado ixotricoderma que contiene hifas gelatinizadas de diferentes tamaños y más o menos paralelas entre sí. Conforme madura la seta la cutícula del sombrero se vuelve gradualmente un ixoentramado, que se caracteriza por sus hifas ramificadas, enredadas y gelatinosas. Los basidios (las células portadoras de esporas) poseen cuatro esporas y miden 45 a 52 µm por 9 a 10,5 µm. Los cistidios (células estériles destinadas a facilitar la liberación de las esporas) pueden estar sobre la cara de las láminas (pleurocistidios) o en el borde de las láminas (queilocistidios). Los pleurocistidios son abundantes y relativamente largos, de 60 a 140 µm de longitud por 6 a 14 µm de espesor. Los queilocistidios miden solo de 32 a 67 µm por 6 a 9 µm.

### Variedades
Lactarius argillaceifolius var. dissimilis, una variedad reportada en Carolina del Sur, es casi idéntica en apariencia, pero tiene un látex blanco, con sabor amargo y luego, agrio. La estructura de la cutícula del sombrero difiere de la variedad común, en el cual hay incrustaciones dextrinoides (coloración de color amarillento o rojizo-marrón con el reactivo de Melzer) en las hifas. La variedad megacarpus tiene un sombrero más grande (de hasta 27 cm de ancho, y la carne con un máximo de 3 cm de espesor), y un látex blanco e inmutable con un sabor amargo. Las medidas de su vástago varían de 16 a 20 cm de largo por 4 a 5 cm de ancho en la parte superior. Microscópicamente, las esporas de la variedad megacarpus son más reticulados que los de la variedad común.

### Especies similares

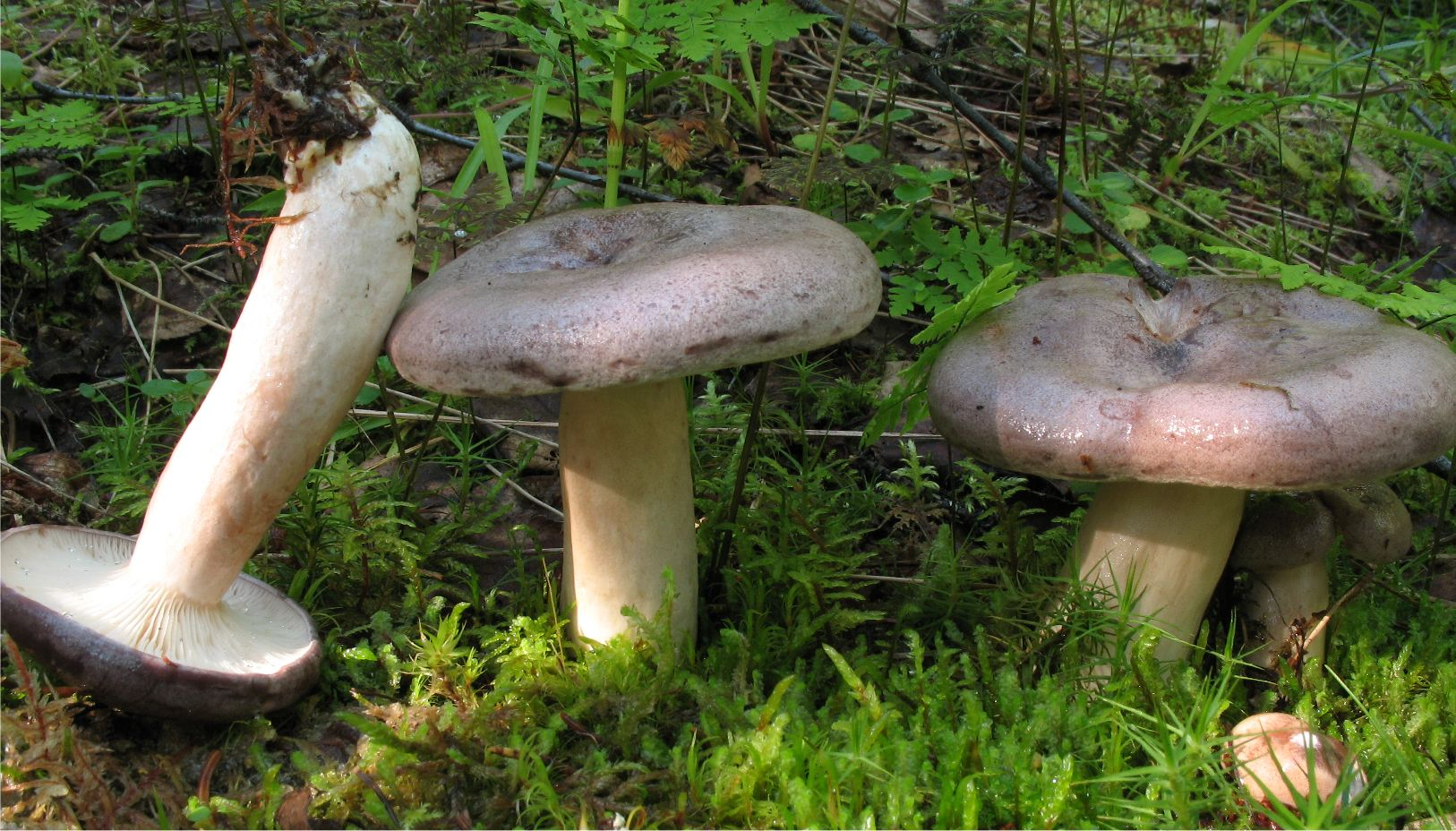
Lactarius trivialis es una especie bastante parecida.

Lactarius trivialis es una especie europea que es similar en apariencia a L. argillaceifolius, y que suelen confundirse entre sí. L. trivialis puede ser distinguida por láminas que se manchan de color marrón cuando se expone al látex y una preferencia para crecer en bosques subalpinos y boreales, ricos en coníferas y bétulas. La variedad megacarpus puede ser confundida con L. pallescens, una especie más pequeña, de color más pálido, cuyo látex mancha las láminas de color lila en vez de marrón.

## Ecología, hábitat y distribución
Al igual que todas las especies del género Lactarius, L. argillaceifolius forma micorrizas, una asociación simbiótica simbiótica de beneficio mutuo con varias especies de plantas. Las ectomicorrizas garantizan a las setas compuestos orgánicos importantes para su supervivencia proveniente de la fotosíntesis de las plantas; a su vez, la planta se ve beneficiada por un aumento de la absorción de agua y nutrientes gracias a las hifas del hongo. La existencia de esta relación es un requisito fundamental para la supervivencia y el crecimiento adecuado de ciertas especies de árboles, como las del género Pinus.
Los cuerpos fructíferos de L. argillaceifolius crecen en el suelo o dispersos en grupos bajo grandes árboles del dosel, sobre todo roble, entre los meses de julio y octubre. Muchas veces, es una de las primeras setas de micorrizas a la fruta en los bosques dominadas por robles y nogales. Los cuerpos fructíferos tiene un desarrollo lento y son de larga duración. La especie se encuentra desde el este de Canadá el sur de Florida y oeste de Minnesota y Texas. Es común en el noreste de México. La seta también ha sido reportada en la región Sur de Brasil, en el estado de Santa Catarina, que crece en asociación con plantaciones de pino (Pinus elliottii), donde probablemente fue introducida a través de mudas de pino traídas por los colonos. Especímenes de L. argillaceifolius var. megacarpus fueron recogidos en Baja California, California, Oregón y Washington, donde crecen en asociación con Quercus agrifolia y Lithocarpus densiflorus.